# عقرب دوم

تصویری از شاه عقرب بر روی یک کلاهخود

عقرب (به انگلیسی: King Scorpion یا Scorpion II) همچنین پادشاه عقرب یا عقرب دوم به دومین پادشاهی که به این نام در مصر شمالی در طول دوره پیش دودمانی حکومت می‌کرد، بر می‌گردد.
تنها مدرک مبنی بر وجود او کلاه‌خودی است که با نام «کلاه‌خود عقرب» شناخته می‌شود که در حفاری‌های اصلی که توسط باستان‌شناسان جیمز اِدوارد کوبل و فردریک دبلیو. گرین در معبدی در نخن در فصل حفاری سال‌های ۱۸۹۸–۱۸۹۷ انجام گشت، کشف شد و در حال حاضر در موزه اشمولین در آکسفورد در معرض نمایش است.
لایه‌های زمین‌شناسی مکان پیدا شدن آن کلاهخود به دلیل متدهای حفاری آن زمان از بین رفته است اما حالت و فرم آن خیلی شبیه به اواخر دوره پیش دودمانی است. با وجود صدمهٔ شدید، بخش سالم مانده این شی به طرز فوق‌العاده‌ای اطلاعاتی از زمان‌های بسیار دور تاریخ مصر دارد.